# Rewolwer Astra Cadix
Astra Cadix – hiszpański rewolwer wzorowany na konstrukcjach firmy Smith & Wesson.

## Historia
Produkcję rewolweru Cadix rozpoczęto w 1958 roku. Początkowo rewolwer produkowano w kalibrze .22 LR, z lufami długości 2, 4 lub 6 cali. Rewolwer wyposażony był w chwyt którego wymiary można było zmieniać zmieniając okładki. W 1962 roku rozpoczęto produkcję modelu kalibru .38 Special. Od modelu kalibru .22 różnił się on bębenkiem o pojemności 5 naboi i iglicą przystosowana do współpracy z nabojami z zapłonem centralnym. Rewolwer kalibru .38 Special z lufa dwucalową był przez wiele lat przepisową bronią w oddziałach Guardia Civil.
W 1968 roku rewolwer przeszedł modernizację. Rewolwery wyprodukowane po tym roku mają jednolite drewniane okładki. W 1969 roku pojawiły się odmiany w nowych kalibrach. Z analiz rynkowych wynikało, że popularną bronią do samoobrony są rewolwery o kalibrach mniejszych niż 9 mm (z uwagi na stosunkowo dużą pojemność bębenka, przy niewielkiej szerokości). Dlatego opracowano wersję rewolweru Cadix kalibru .32 S&W Long (7,65 mm) i .22 WMR (5,56 mm o energii wylotowej pocisku większej niż w przypadku naboju .22 LR).

## Konstrukcja
Astra Cadix był bronią powtarzalną. Szkielet jednolity. Bęben nabojowy odchylany na lewą stronę. Mechanizm uderzeniowy kurkowy, z samonapinaniem.
Cadix był zasilany z pięcio- (9 mm), sześcio- (7,65 mm) lub dziewięcionabojowego (5,56 mm) bębna nabojowego. Łuski z bębna były usuwane przez rozładownik gwiazdkowy po wychyleniu bębna ze szkieletu.
Lufa gwintowana.
Przyrządy celownicze mechaniczne stałe lub regulowane (muszka i szczerbinka).